# Ísafjarðarbær
Ísafjarðarbær – gmina w północno-zachodniej Islandii, obejmująca krańce północnej i środkowej części półwyspu tworzącego region Fiordów Zachodnich. Dwie główne części gminy rozdzielone są fiordem Ísafjarðardjúp. Największa pod względem powierzchni i liczby ludności gmina regionu Vestfirðir. Zamieszkuje ją 3,7 tys. osób, z tego najwięj w siedzibie gminy - mieście Ísafjörður (2625 mieszk.). Pozostałe ważniejsze miejscowości gminy to: Þingeyri - 276 mieszk., Suðureyri - 257 mieszk., Hnífsdalur - 208 mieszk. oraz Flateyri - 177 mieszk.

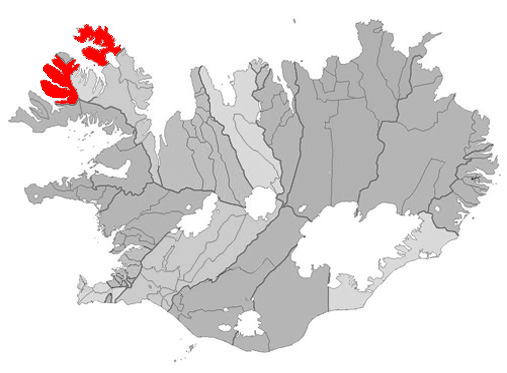
Położenie gminy Ísafjarðarbær na mapie administracyjnej kraju

Gmina Ísafjarðarbær powstała w 1996 z połączenia sześciu gmin: Ísafjarðarkaupstaður, Þingeyrarhreppur, Mýrahreppur, Mosvallahreppur, Flateyrarhreppur i Suðureyrarhreppur. 